# Annarita Buttafuoco
Pour les articles homonymes, voir Buttafuoco.
Annarita Buttafuoco, née à Cagliari le 15 mars 1951 et morte à Arezzo le 26 mai 1999, est une universitaire historienne et féministe italienne.

## Biographie
Anna Buttafuoco vit sur l'île d'Elbe jusqu'en 1970, Elle soutient une thèse d'anthropologie culturelle intitulée Lineamenti antropologici del Sanfedismo à l'université de Rome.
À partir de l'automne 1974, elle enseigne à l'Université de Sienne. En 1981, elle est chercheuse et en 1992, elle devient professeure associée à l'Université de Pérouse dans la ville d'Arezzo. Elle mène des recherches sur l'histoire du mouvement politique des femmes en Italie entre les XIXe et XXe siècles. Son sujet de recherche privilégié est l'histoire de l'émancipation lombarde.  
Active dans l'Union des femmes en Italie, elle est élue à son conseil d'administration en 1978, marquant un rapprochement entre le mouvement politique traditionnel et le féminisme. 
À Rome en 1975, Elle fonde, avec Tilde Capomazza et Ida Magli,  la revue DWF donnawomanfemme, la première revue italienne consacrée aux études historiques et socioanthropologiques féministes qu'elle dirige de 1979 à 1996.
Elle participe à la création de la Società italiana delle storiche (Société italienne des historiens). Elle en est la présidente de 1991 à 1995.
En 1993, elle est présidente de l'Unione femminile nazionale, poste qu'elle occupe jusqu'à sa son décès prématuré des suites d'une tumeur cérébrale. 

## livres
- Le Mariuccine. Storia di un'istituzione laica. L'Asilo Mariuccia, 1985,éditeur Franco Angeli Milan  (ISBN 8820424827). Open Library LibraryThing
- Cronache femminili. Temi e momenti della stampa emancipazionista in Italia dall'Unità al fascismo, 1988, éditeur Dipartimento di studi storico-sociali e filosofici, Arezzo
- Sul movimento politico delle donne. Scritti inediti di Franca Pieroni Bortolotti, 1987, éditeur Utopia, Rome
- Avec Marina Zancan, Svelamento. Sibilla Aleramo: una biografia intellettuale, 1988, éditeur Feltrinelli, Milan  (ISBN 978-88-07-08064-7).
- Le origini della Cassa Nazionale di Maternità, 1992, éditeur Dipartimento di studi Storico-sociali e filosofi, Arezzo.
- Questioni di cittadinanza, donne e diritti sociali nell'Italia liberale, 1997, éditeur Protagon, Sienne  (ISBN 88-8024-019-6). OpenLibrary
- sous la direction de Annarita Buttafuoco et Emma Baeri, Riguardarsi. Manifesti del movimento politico delle donne in Italia, 1997,éditeur Protagon, Sienne  (ISBN 88-8024-028-5).